# Pegasus (film)
Pour les articles homonymes, voir Pegasus.
Pour plus de détails, voir Fiche technique et Distribution.
Pegasus (飞驰人生, Fei chi ren sheng, litt. « Une vie en accélérée ») est une comédie chinoise écrite et réalisée par Han Han en 2019.
Elle sort le 5 février 2019 (le jour du Nouvel An chinois) en Chine et est troisième du box-office chinois de 2019 lors de sa première semaine d'exploitation derrière la superproduction The Wandering Earth et Crazy Alien.

## Synopsis
Zhang Chi (Shen Teng (en)), un ancien pilote de course reconverti en cuisinier, est nostalgique de son ancienne vie. Face à la nouvelle génération de pilote, il décide de reprendre le volant. Zhang Chi n'a cependant ni voiture, ni argent, ni coéquipiers, tandis que son permis de conduire est en attente de réexamen.

## Distribution
- Shen Teng (en) : Zhang Chi
- Huang Jingyu : Lin Zhengdong
- Yin Zheng (en) : Sun Yuqiang
- Zhang Benyu : Ji Xing
- Yin Fang : Hong Kuo

## Sortie
Le film sort le 5 février 2019 en Chine, à Hong Kong, au Royaume-Uni, aux États-Unis, au Canada, en Australie, en Allemagne, au Cambodge, à Singapour et en Nouvelle-Zélande, le 8 février 2019 en Autriche, et le 9 février 2019 aux Pays-Bas.